# Austrolimnophila (Austrolimnophila) argus stewartiae
Austrolimnophila (Austrolimnophila) argus stewartiae is een ondersoort van de tweevleugelige Austrolimnophila (Austrolimnophila) argus uit de familie steltmuggen (Limoniidae). De ondersoort komt voor in het Australaziatisch gebied.